# MINMI
Michiko Evwana, más conocida como MINMI, es una cantautora japonesa reconocida en el ambiente de los Clubes por sus actuaciones en vivo. También participó en trabajos de otros artistas como Red Spider y MIGHTY JAM ROCK. Estos CD fueron un hit, no solo en el mercado del Reggae japonés, sino también en el mercado del Hip-Hop japonés.

## Vida profesional

### Primeros años
Comenzó su carrera musical en 1996 con presentaciones en clubes de RUB-A-DUB y eventos de Hip-Hop en su ciudad natal, Osaka, también creando melodías originales en este periodo. Poco después, el nombre de MINMI se hace reconocido en el ambiente de los Clubes por sus actuaciones en vivo. 
Con muchas expectativas, MINMI firmó contrato con el sello JVC (Victor Entertainment Inc.), y su primer Maxi Single "The Perfect Vision" (La Visión Perfecta) fue lanzado en agosto de 2002. Este single fue bien aceptado en las emisoras de radio de Japón, muestra de esto es que se consiguió tocar la canción en 20 emisoras de Japón. La canción fue haciéndose popular en el mercado musical japonés y empezó a subir en los ranking de ventas; en el periodo de 3 meses el sencillo vendió 400.000 unidades.
Con la salida de su segundo Maxi Single, "T.T.T." lanzado en diciembre de 2002, se vieron revelados los diversos enfoques de la música que tiene MINMI, con la base Reggae del primer sencillo al Hip-Hop del segundo. MINMI se convirtió en una figura popular entre las muchachas de 10 a 20 años en Japón.

### Primer Álbum
Su tan esperado primer álbum "Miracle" fue lanzado en marzo de 2003. Con un número limitado de copias, "Miracle" se posicionó dentro del TOP 5 en las listas de ventas, durante un periodo de 2 meses, y actualmente el álbum ha vendido más de 600.000 copias. 
A la par de la salida de su primer Álbum, MINMI comienza su gira nacional "MINMI LIVE TOUR 2003"Miracle"" empezando el 20 de junio de 2003. También participó en eventos mayores en el verano japonés de 2003, tomando experiencia de sus presentaciones en vivo que hizo en el ámbito underground de los Clubes.
Después de esto, MINMI lanza su Tercer Maxi Single "アイの実(ai no mi)" en marzo de 2004. Ella mezcló las últimas tendencias musicales con la tendencia musical japonesa.

### Segundo Álbum
El 30 de junio de 2004, lanzó "imagine". Coincidiendo con el lanzamiento MINMI comenzó el "MINMI LIVE TOUR 2004"imagine"" el 10 de septiembre de 2004. En diciembre de 2004 lanza su Quinto Maxi Single "Are yu ready". La canción fue hecha por el Riddim Original de ella y Red Spider, llamado "SAKURA" que contiene samples de la guitarra tradicional japonesa, Shamisen. El Riddim "SAKURA" se hizo popular en Jamaica. Desde aquí, el equipo de producción "ZAREK for TSURU-KAME" formado por MINMI y Junior(Red Spider), que produjeron el Riddim "SAKURA", comenzaron sus producciones en Jamaica. Produciendo música para varios artistas jamaiquinos, y lanzándolos en vinilos de 7 pulgadas en Jamaica al comienzo de 2005.

### Tercer Álbum
En marzo, MINMI lanza su Tercer Álbum "Natural". El Álbum probó que MINMI no es solamente otra Diva del Reggae, sino también de otros estilos musicales. En julio de 2006 lanza "I Love You Baby" que utiliza el Riddim "Thanks Given", producido por ZAREK Recordings.

### Otros trabajos
En el verano japonés de 2005, MINMI laza su Sexto Maxi Single "サマータイム！！ (Summertime!!)". La canción está basada en el estilo SOCA de Trinidad y Tobago. En 2005 ella estuvo muy activa dentro de las presentaciones en vivo, en la organización de un evento Reggae mensual en Tokio, Un Club Tour nacional, hasta aparecer en el festival más importante de Japón, Summer Sonic en agosto. En septiembre, MINMI lanza su Álbum Recopilatorio "FRIENDS ~MINMI featuring works BEST~", una selección de sus mejores trabajos con otros artistas.
En febrero de 2006 lanza "西麻布伝説 (nishiazabu densetsu)" y es invitada al Carnaval Anual en Trinidad y Tobago y se presentó frente a 30.000 personas. 
En febrero de 2007 MINMI forma parte de la competencia anual de SOCA en Trinidad y Tobago, concurso organizado por Bmobile, llamado "Bmobile International Soca Monarch". MINMI entra con la canción Sha na na ~Japanese wine~ junto a Machel Montano HD en completo inglés, demostrándonos una vez más lo versátil que es. Con esta canción MINMI llega a las finales de la competencia, quedando dentro de los 10 mejores artistas de Soca, dentro de los 107 participantes de la versión 2007 de la competencia.
En 2007, el 18 de julio, Lanza al mercado "シャナナ☆ (sha na na)", otra canción basada en Soca, pero que esta vez correspondería a la versión en japonés de Sha na na ~Japanese wine~ que canto en la competencia Soca Monarch. 
El 21 de noviembre de 2007 lanzó el álbum conceptual llamado "THE LOVE SONG COLLECTION 2006-2007" el cual contendrá las canciones de amor que ha compuesto en el periodo comprendido entre los años 2006 y 2007.
El 4 de julio de 2008 lanza su primer BEST, MINMI BEST 2002-2008, el cual contiene las canciones más representativas de ella y un CD de mezclas hecho su amigo RED SPIDER.

#### Cambio de disquera
A finales de 2008, MINMI se mueve de Victor a Universal Music Japan, bajo la filial de Far Eastern Tribe Records, comenzando así el Proyect 33, conocido también como Proyect MINMI, desde el cual compuso la canción 初夢～FREEDOM外伝 ver. ～(hatsuyume ~FREEDOM gaiden ver.~) en venta exclusiva para los chaku-uta durante 1 mes, el mes de enero de 2009.
Para el 17 de junio de 2009, lanza el sencillo アベマリア(Ave Maria), primer sencillo bajo Universal Music Japan.

## Producción
MINMI produce, escribe y hace los arreglos de sus canciones. Sus producciones son altamente aceptadas en la industria musical japonesa, recibiendo ofertas para producir canciones para otros artistas. Asimismo, muchos artista importantes e ingenieros musicales de Jamaica, cuna de Reggae, y de Estados Unidos, casa del Hip-Hop y del R&B, participaron en sus producciones, que es el factor clave dentro de las últimas tendencias musicales, introduciéndola en su música.

## Discografía

### Álbumes
- Miracle [Fecha de Lanzamiento: 19 de marzo de 2003]
- imagine [Fecha de Lanzamiento: 30 de junio de 2004]
- FRIENDS～MINMI featuring works BEST～ [Fecha de Lanzamiento: 22 de septiembre de 2005]
- Natural [Fecha de Lanzamiento: 29 de marzo de 2006]
- THE LOVE SONG COLLECTION 2006-2007 [Fecha de Lanzamiento: 21 de noviembre de 2007]
- MINMI BEST 2002-2008 [Fecha de Lanzamiento: 4 de junio de 2008]
- Summer Collection with Music Clips [Fecha de Lanzamiento: 19 de agosto de 2009]
- Mother [Fecha de Lanzamiento: 7 de julio de 2010]
- THE HEART SONG COLLECTION [Fecha de Lanzamiento: 24 de agosto de 2011]
- MINMI BEST 雨のち虹 2002-2012 (MINMI BEST ame nochi niji 2002-2012) [Fecha de Lanzamiento: 22 de agosto de 2012]
- I LOVE [Fecha de Lanzamiento: 24 de julio de 2013]

### Singles
- "The Perfect Vision" [Fecha de Lanzamiento: 21 de agosto de 2002]
- "T.T.T" [Fecha de Lanzamiento: 4 de diciembre de 2002]
- "Another World" [Fecha de Lanzamiento: 17 de septiembre de 2003]
- "Another World Remix" [Fecha de Lanzamiento: 11 de noviembre de 2003]
- "アイの実(ai no mi)" [Fecha de Lanzamiento: 31 de marzo de 2004]
- "Are yu ready" [Fecha de Lanzamiento: 8 de diciembre de 2005]
- "サマータイム！！(summertime!!)" [Fecha de Lanzamiento: 6 de julio de 2005]
- "西麻布伝説(nishiazabu densetsu)" [Fecha de Lanzamiento: 22 de febrero de 2006]
- "I Love You Baby" [Fecha de Lanzamiento: 12 de julio de 2006]
- "シャナナ☆(sha na na)" [Fecha de Lanzamiento: 18 de julio de 2007]
- "アベマリア(Ave Maria)" [Fecha de Lanzamiento: 17 de junio de 2009]
- "アシタもしもキミがいない・・・(ashita moshimo kimi ga inai...)" [Fecha de Lanzamiento: 11 de noviembre de 2009]
- "ハイビスカス(hibiscus)" [Fecha de Lanzamiento: 26 de mayo de 2010]

### DVD
- MINMI LIVE TOUR 2004"imagine" [Fecha de Lanzamiento: 24 de septiembre de 2004]
- MINMI Video Clips 2002~2005．Summer [Fecha de Lanzamiento: 27 de julio de 2005]
- MINMI Natural Show Case 2006 In Zepp Tokyo [Fecha de Lanzamiento: 22 de noviembre de 2006]
- FREEDOM'08 [Fecha de Lanzamiento: 3 de diciembre de 2008]
- MINMI LIVE ～Freedom in 淡路島～ [Fecha de Lanzamiento: 2 de diciembre de 2009]

### Colaboraciones
- SILVER KING - Tornade feat.MINMI [Fecha de Lanzamiento: septiembre de 2000]
- JUMBO MAATCH from MIGHTY JAM ROCK - Shot Dem Up feat.MINMI [Fecha de Lanzamiento: octubre de 2001]
- SILVER KING - 3Minute Special feat.MINMI [Fecha de Lanzamiento: 22 de mayo de 2002]
- VADER - Parasite feat.MINMI [Fecha de Lanzamiento: 22 de mayo de 2002]
- BOOGIE MAN - I Don't Wanna Be Your Friend feat.MINMI [Fecha de Lanzamiento: julio de 2002]
- TAKAFIN from MIGHTY JAM ROCK - Journey Into... feat.MINMI [Fecha de Lanzamiento: agosto de 2002]
- 湘南乃風 - Cry feat.MINMI [Fecha de Lanzamiento: julio de 2003]
- PUSHIM - Independent Woman Duet with MINMI [Fecha de Lanzamiento: 17 de diciembre de 2003]
- VADER - V-XL (Five-Xtra Large) feat.MINMI [Fecha de Lanzamiento: 2 de junio de 2004]
- HOME GROWN - Irie Music feat.PUSHIM, MOOMIN,H-MAN&MIGHTY JAM ROCK<JUMBO MAATCH, TAKAFIN&BOXER KID> [Fecha de Lanzamiento: 4 de agosto de 2004]
- HOME GROWN - Set Mi Free, Let Mi Be feat.MINMI&BOXER KID from MIGHTY JAM ROCK [Fecha de Lanzamiento: 4 de agosto de 2004]
- 湘南乃風 - My Way feat.MINMI [Fecha de Lanzamiento: 18 de agosto de 2004]
- SAL the soul - Keep On Steppin' feat.MINMI [Fecha de Lanzamiento: 25 de noviembre de 2004]
- MUNEHIRO - DAY DREAMER feat.MINMI [Fecha de Lanzamiento: 21 de mayo de 2005]
- 10-FEET - CHERRY BLOSSOM feat.MINMI [Fecha de Lanzamiento: 18 de abril de 2006]
- Ukatrats FC (☆Taku Takahashi(m-flo),GAKU-MC(EAST END),日之内絵美,コヤマシュウ(Scoobie Do), MINMI, Ryohei, RYO the SKYWALKER, SEAMO,湘南乃風, Sowelu, SPHERE of INFLUENCE) - Win and Shine [Fecha de Lanzamiento: 24 de mayo de 2006]
- m-flo loves MINMI - Lotta Love [Fecha de Lanzamiento: 26 de julio de 2006]
- 湘南乃風 - Happy Today feat.MINMI [Fecha de Lanzamiento: 18 de abril de 2007]
- MINMI&KENTY-GROSS - SPIDER CITY(ROCK CITY 3) [Fecha de Lanzamiento: 7 de febrero de 2007]
- MINMI&KENTY-GROSS - スパイダータイム(サマータイム!!) [Fecha de Lanzamiento: 7 de febrero de 2007]
- MINMI - MISSING YOU [Fecha de Lanzamiento: 7 de febrero de 2007]
- MINMI - スパイダー（アイラ） [Fecha de Lanzamiento: 7 de febrero de 2007]
- INFINITY16 welcomez 湘南乃風, MINMI, MOOMIN - Dream Lover [Fecha de Lanzamiento: 18 de abril de 2007]
- MINMI&RUDEBWOY FACE - NANDE [Fecha de Lanzamiento: 25 de abril de 2007]
- 湘南乃風 - 睡蓮歌 (Produced by MINMI) [Fecha de Lanzamiento: 6 de junio de 2007]
- INFINITY16 welcomez MINMI,10-FEET - 真夏のオリオン [Fecha de Lanzamiento: 29 de agosto de 2007]

### Compilaciones
- Rock City presents Coolie Dance
- Rock City
- Di Vibes 2003 - Japanese Reggae Selection 2003
- Relaxin' with Japanese Lovers Vol. 2 Japanese Lovers Rock More Collections
- Samurai Champloo music record Departure
- DJ Kaori's "Ride" into the Mix
- Beautiful Songs series Cool Beauty
- Samurai Champloo music record Impression
- Rock the Sky - Kaeru Studio Greatest Hits
- FM802 Heavy Rotations J-Hits Complete '01-'03
- Di Vibes - Japanese Reggae Selection 2004
- Episode I
- DJ Kaori's "Ride" into the Party
- Tag the Mic
- DJ MAYUMI - Berry Jam Mixed Up
- RED SPIDER - 爆走エンジェル～ALL JAPANESE REGGAE DUB MIX CD～
- Blast Star - MIAMI SHINE

## Enlaces
- Official Site
- Far Eastern Tribe Records Site
- Victor Entertainment Site
- MINMI Official Blog
- Jun Hasegawa(MJ)&MINMI Blog

- Datos: Q1065536